# Agnes Morton
Pour les articles homonymes, voir Morton.
Agnes Mary « Agatha » Morton épouse Stewart (6 mars 1872, Halstead, Essex – 5 avril 1952, Kensington, Londres) est une joueuse de tennis britannique de la fin du XIXe siècle et du début du XXe siècle.
À plus de trente-cinq ans, elle a atteint deux finales consécutives au tournoi de Wimbledon, en 1908 et 1909, respectivement battue par Charlotte Cooper et Dora Boothby.
Associée à Elizabeth Ryan, elle a remporté l'épreuve en double dames en 1914.

## Palmarès (partiel)

### Finales en simple dames
| No | Date       | Nom et lieu du tournoi       | Catégorie | Surface      | Vainqueure       | Score         |  |
| -- | ---------- | ---------------------------- | --------- | ------------ | ---------------- | ------------- |  |
| 1  | ??/06/1908 | The Championships, Wimbledon | G. Chelem | Gazon (ext.) | Charlotte Cooper | 6-4, 6-4      |  |
| 2  | ??/06/1909 | The Championships, Wimbledon | G. Chelem | Gazon (ext.) | Dora Boothby     | 6-4, 4-6, 8-6 |  |

### Titre en double dames
| No | Date       | Nom et lieu du tournoi      | Catégorie | Surface      | Partenaire     | Finalistes                          | Score    |  |
| -- | ---------- | --------------------------- | --------- | ------------ | -------------- | ----------------------------------- | -------- |  |
| 1  | 22/06/1914 | The Championships Wimbledon | G. Chelem | Gazon (ext.) | Elizabeth Ryan | Ethel Thomson Larcombe Edith Hannam | 6-1, 6-3 |  |

## Parcours en Grand Chelem (partiel)
Si l’expression « Grand Chelem » désigne classiquement les quatre tournois les plus importants de l’histoire du tennis, elle n'est utilisée pour la première fois qu'en 1933, et n'acquiert la plénitude de son sens que peu à peu à partir des années 1950.

### En simple dames
| Année | - | - | Championnat de France | Championnat de France | Wimbledon | Wimbledon        | US National | US National |
| ----- | - | - | --------------------- | --------------------- | --------- | ---------------- | ----------- | ----------- |
| 1908  | - | - | -                     | -                     | Finale    | Charlotte Cooper | -           | -           |
| 1909  | - | - | -                     | -                     | Finale    | Dora Boothby     | -           | -           |

À droite du résultat, l’ultime adversaire.

### En double dames
| Année | - | - | Championnat de France | Championnat de France | Wimbledon        | Wimbledon                  | US National | US National |
| 1914  | - | - | -                     | -                     | Victoire E. Ryan | Ethel Thomson Edith Hannam | -           | -           |

Sous le résultat, la partenaire ; à droite, l’ultime équipe adverse.

## Parcours aux Jeux olympiques

### En simple dames
| # | Date       | Nom de l'olympiade             | Surface      | Résultat      | Ultime adversaire | Score    |          |
| - | ---------- | ------------------------------ | ------------ | ------------- | ----------------- | -------- | -------- |
| 1 | 06/07/1908 | Jeux olympiques d'été, Londres | Gazon (ext.) | 1/4 de finale | Dorothea Douglass | 6-2, 6-3 | Parcours |